# Enos (chimpanzé)

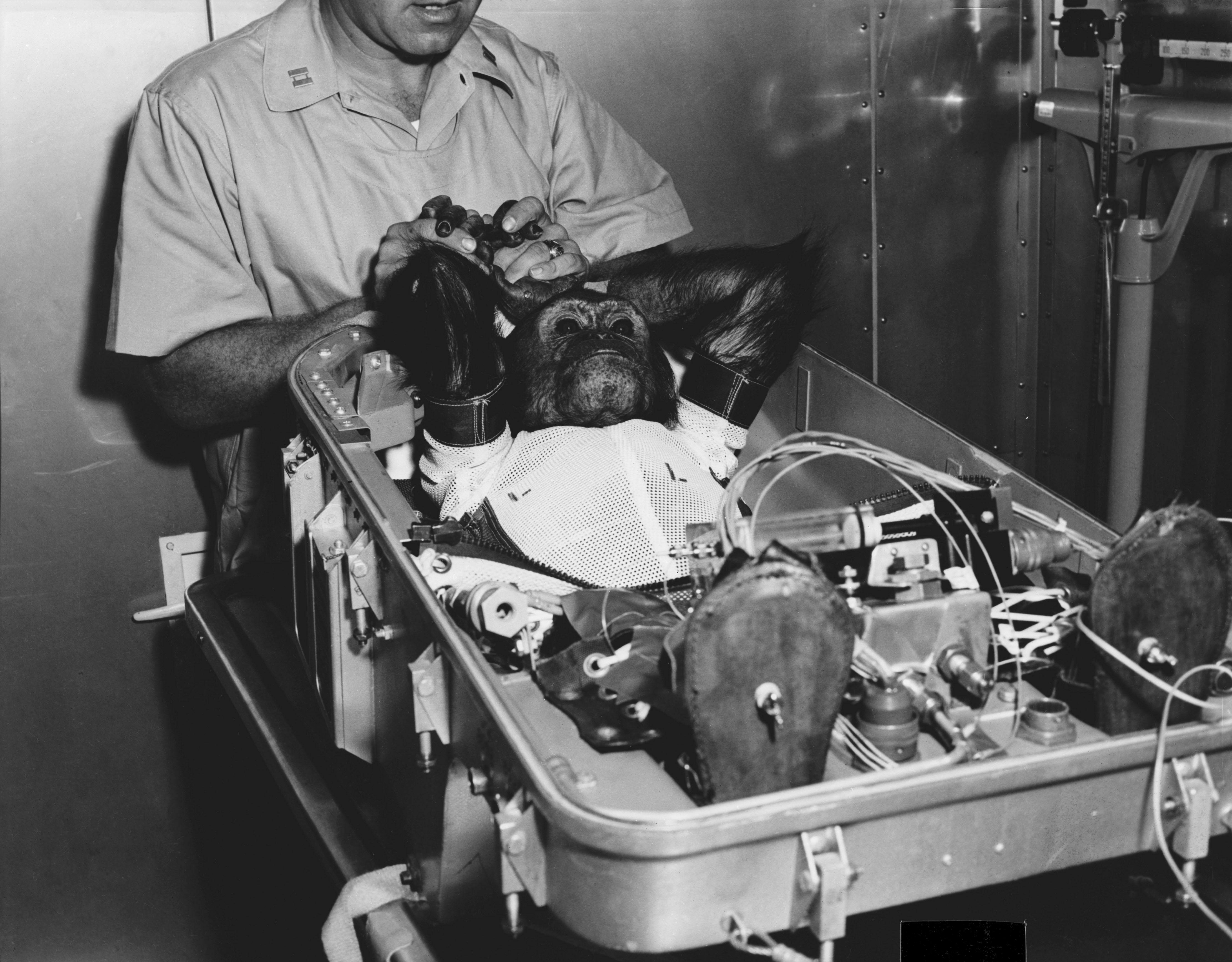
Enos, já preso ao assento de voo, sendo preparado para inserção na cápsula da missão Mercury-Atlas 5.

Enos, o chimpanzé (falecido em 4 de novembro de 1962) foi o primeiro e único chimpanzé a ser colocado em órbita da Terra. Ele foi adquirido da Miami Rare Bird Farm, em 3 de abril de 1960. O treinamento, muito mais intenso do que o do chimpanzé Ham, consumiu mais de 1 250 horas, sendo 343 delas no simulador da cápsula Mercury, tendo sido efetuado na Universidade de Kentucky e na Holloman Air Force Base.
A missão Mercury-Atlas 5 previa que Enos efetuasse três órbitas completas, mas devido a problemas técnicos detectados que estavam causando um aquecimento da cápsula, além de falhas no sistema de controle das tarefas que Enos devia realizar que o estavam submetendo a choques punitivos desnecessários, a duração da missão foi reduzida para apenas duas. O lançamento ocorreu em 29 de novembro de 1961 e completou a primeira órbita em 1 hora e 28,5 minutos.
Em 4 de novembro de 1962, Enos morreu de disenteria relacionada à shigelose, que era resistente aos antibióticos então conhecidos. Ele foi constantemente observado por dois meses antes de sua morte. Os patologistas não relataram qualquer sintoma que pudesse ser atribuído ou relacionado ao seu voo espacial anterior.